# Cantó de Pleumartin
El cantó de Pleumartin és un cantó francès del departament de la Viena, situat al districte de Châtellerault. Té 9 municipis i el cap és Pleumartin.

## Municipis
- Chenevelles
- Coussay-les-Bois
- Leigné-les-Bois
- Lésigny
- Mairé
- Pleumartin
- La Puye
- La Roche-Posay
- Vicq-sur-Gartempe

## Història
| Data d'elecció                           | Identitat         | Partit            | Qualitat |
| ---------------------------------------- | ----------------- | ----------------- | -------- |
| 1945-1967                                | Marcel Pilot      | radical           |          |
| 1967-1979                                | Guy Jugla         | FGDS, després MRG |          |
| 1979-2004                                | Emmanuel Chambord | Divers gauche     |          |
| 2004-                                    | Bernard Doury     | Divers droite     |          |
| les dades anteriors no són pas conegudes |                   |                   |          |
|                                          |                   |                   |          |

## Demografia
| A partir de 1990: Població sense dobles comptes |